# The Professor (película de 2018)
The Professor (originalmente titulada Richard Says Goodbye) es una película estadounidense de 2019 de comedia dramática escrita y dirigida por Wayne Roberts. Está protagonizada por Johnny Depp, Zoey Deutch, Danny Huston, Rosemarie DeWitt, Devon Terrell, Odessa Young y Siobhan Fallon Hogan. 
Tuvo su estreno mundial en el Festival de Cine de Zúrich el 5 de octubre de 2018. Se estrenó en Estados Unidos el 17 de mayo de 2019 por Saban Films.

## Argumento
El profesor universitario de inglés Richard Brown está en el consultorio de su médico y le dicen que tiene un cáncer de pulmón avanzado en etapa 4, que se ha extendido por todo el cuerpo y es terminal. El médico establece que su esperanza de vida es de seis meses sin tratamiento, que podría extenderse a 12-18 meses con un tratamiento oncológico agresivo y doloroso. Richard está devastado por la noticia, se vuelve autoabusivo en diatribas verbales contra sí mismo y camina por la ciudad y por el campus como si estuviera en un estupor emocional.
Al llegar a casa para cenar, Richard decide contarles a su esposa, Verónica y a su única hija, Olivia, las malas noticias y prepararlos para lo peor. La conversación de la cena toma un giro inesperado; su hija anuncia que es lesbiana y que ella ha tomado un amante. Veronica descarta que su hija esté pasando por una fase, lo que hace que Olivia salga corriendo del comedor, molesta por la falta de apoyo de su madre. La relación de Richard con su esposa es problemática y Veronica confronta a Richard con el hecho de que él ha sido un esposo pobre y que ella ha tenido un amante, el decano de la universidad donde Richard es profesor titular en el departamento de inglés. Con todos discutiendo en la mesa de la cena, Richard no da la noticia; cuando Veronica le pregunta qué iba a decir, él dice que estaba preocupado porque había cocinado demasiado los bistecs.
En el campus al día siguiente, Richard comienza a contarles a sus alumnos sobre la urgencia de vivir la vida al máximo. Critica una serie de estereotipos que observa superficialmente en el aula y comienza a descartar a los estudiantes que cree que están allí solo para obtener buenas calificaciones fácilmente o buscar beneficios cosméticos de una facultad amigable. Después de que más de la mitad de los estudiantes potenciales del aula dejan la clase porque no les interesa, Richard se queda con un grupo central de estudiantes que parecen atraídos por su versión poco ortodoxa de hablar con franqueza. Deciden quedarse con la clase y la nueva heterodoxia de Richard. Entre los estudiantes restantes se encuentra la sobrina del decano de la universidad, quien parece admirar a Richard por todas sus diferencias con su tío, ya que ambos son miembros de la facultad, en diferentes departamentos.
Richard le pide a su amigo, Peter Matthew, quien resulta ser el presidente de su departamento, que organice un año sabático inmediato . El presidente le dice que es imposible con tan poca antelación, pero Richard lo presiona. Finalmente, Richard le dice que se está muriendo de cáncer y que no tiene más remedio que solicitar una licencia sabática inmediata. El presidente, que considera a Richard un amigo cercano y colega, dice que hará todo lo posible y trata de tranquilizar a Richard lo mejor que pueda a través de algún apoyo emocional.
El salón de clases para Richard se convierte en un lugar para desahogar su frustración con la vida y alentar a sus jóvenes alumnos a no caer en las trampas y los falsos caminos profesionales que ha tomado. Los estudiantes son muy receptivos, y uno de los estudiantes homosexuales le ofrece a Richard unos brownies de marihuana.y una cita sexual en la oficina de Richard. La sobrina del decano, en otra ocasión, le pide a Richard un baile romántico lento en un club local. La dependencia de Richard del alcohol y las drogas recreativas en estos días y semanas que pasan después de recibir sus malas noticias empeora progresivamente. En un caso, se desmaya y necesita ser hospitalizado debido a su extrema intoxicación. Como palabras finales a sus alumnos, y luego a sus colegas, destaca la importancia de apoderarse de la propia existencia. Reconocer verdaderamente el hecho de que todos vamos a morir y apreciar el (poco) tiempo que nos queda a cada uno.
Después de su diagnóstico, Richard puede expresar calidez a sus familiares cercanos y amigos restantes. Finalmente se une a su hija al aceptar que se declare lesbiana y logra hacer las paces con su esposa, al menos parcialmente, durante un episodio de experimentación de drogas frenético y espontáneo en su habitación, aún sin contarle sobre su muerte inminente. En una de las escenas finales en una cena de profesores donde Richard está sentado en una mesa de don nadie colocada deliberadamente allí por el decano. Richard reprende con elocuencia al decano, le dice a su esposa que la ama por lo que vale la pena y anuncia a toda la facultad y a las familias que se está muriendo, lo que sorprende levemente a su esposa y a otros invitados.
Richard va a casa a esperar a Olivia, que llega llorando porque su novia la ha engañado. Richard la consuela y le dice que está orgulloso de ella, luego le confiesa que se está muriendo y le dice su último adiós. Decide dejar su hogar y su familia por su año sabático, el cual ha sido aprobado por el decano del departamento. En la escena final, Richard se encuentra con dos caminos en la carretera, pero decide no tomar ninguno y crear una alternativa por su cuenta, conduciendo con su perro en la noche, eligiendo su propio camino hacia la muerte, a su manera.

## Reparto
| Personaje               | Actor original       | Actor de doblaje      |
| ----------------------- | -------------------- | --------------------- |
| Richard Brown           | Johnny Depp          | Ricardo Tejedo        |
| Veronica Sinclair-Brown | Rosemarie DeWitt     | Adriana Casas         |
| Olivia Brown            | Odessa Young         | Carla Castañeda       |
| Peter Matthew           | Danny Huston         | Gerardo Reyero        |
| Claire                  | Zoey Deutch          | Fernanda Robles       |
| Henry                   | Ron Livingston       | José Gilberto Vilchis |
| Rose                    | Matreya Scarrwener   | Alicia Vélez          |
| Danny                   | Devon Terrell        | Alejandro Orozco      |
| Donna                   | Siobhan Fallon Hogan | Anabel Méndez         |
| Barbara                 | Linda Emond          | Rommy Mendoza         |
| Estudiante mujer        | Paloma Kwiatkowski   | Marisol Romero Durá   |
| Doctor                  | Michael Kopsa        | Raúl Solo             |
| Viudas                  | Christine Willes     | Yolanda Vidal         |
| Viudas                  | Denalda Williams     | Ruth Toscano          |
| Taylor                  | Kaitlyn Bernard      | Monserrat Mendoza     |
| Ed                      | Keith MacKechnie     | Roberto Mendiola      |
| Mentora                 | Robyn Bradley        | Vivian Magos          |
| Estudiante 3            | Clive Holloway       | Erick Selim           |
| Insertos                | N/D                  | Héctor Emmanuel Gómez |

### Voces adicionales
- Dafne Gallardo
- Marina Reséndiz
- Danann Huicochea
- Mau Pérez
- Emmanuel Bernal
- Óscar Rangel
- Gabby Garay
- Roberto Salguero
- Gaby Guzmán
- José Luis Miranda
- Vianney Monroy
- Marcel Carré

## Producción
El 8 de mayo de 2017, se anunció que Johnny Depp protagonizaría la película de comedia dramática Richard Says Goodbye como un profesor universitario, que sería escrita y dirigida por Wayne Roberts luego de su película debut Katie Says Goodbye, la cual IM Global financiaría. Brian Kavanaugh Jones produciría la película a través de Automatik Entertainment junto con Greg Shapiro de IM Global. El 20 de julio de 2017, Zoey Deutch fue elegida en la película para interpretar a una de las estudiantes del profesor. El resto del elenco principal se anunció el 25 de julio de 2017, e incluía a Danny Huston, Rosemarie DeWitt, Devon Terrell y Odessa Young. Se informó que la película sería cofinanciada por IM Global y Cirrina Studios, con un financiamiento adicional de Leeding Media.
La fotografía principal de la película comenzó el 25 de julio de 2017 en Vancouver.

## Estreno
Tuvo su estreno mundial en el Festival de Cine de Zúrich el 5 de octubre de 2018. Antes de que Saban Films y DirecTV Cinema adquirieran los derechos de distribución de la película.